# 楊博宇 (臺灣)
楊博宇（1980年9月8日—），臺灣臺東縣人，中華民國政治人物、建築師、台灣民眾黨黨員。國立臺灣科技大學建築系學士、國立臺灣大學生物環境系統工程學系暨研究所碩士畢業，曾獲中華民國十大傑出青年，曾任全國中小企業總會監事，現為楊博宇建築師事務所負責人。

## 個人背景
楊博宇出生於台灣台東縣，父親職業是景觀設計，自小家境優渥、衣食無虞，後因父親投資失利，必須幫忙家庭賺錢還債，於是在就讀台灣科大建築系時，半工半讀且身兼數職，接下建築師事務所實習、書店店員、家教老師等多項工作，一路讀到台灣大學生工所碩士畢業。畢業後立即創業，成立銘宇興業有限公司，創業後亦定期從事公益活動，曾於2016年被美國總統歐巴馬接見，曾獲選十大傑出青年、全國好人好事代表、全國孝行楷模及獲得青舵獎，現為楊博宇建築師事務所負責人。

## 政治參與
2019年11月19日，台灣民眾黨公布2020年不分區立委提名名單，楊博宇名列第6名，且是經由海選方式進入此名單。選舉結果政黨得票數158萬8,806票、得票率11.22%，分配到5席不分區席次，楊博宇未能當選該屆立法委員。

## 選舉紀錄
| 年度 | 選舉屆數           | 選舉區                                 | 所屬政黨   | 得票數    | 得票率 | 當選標記 | 備註     |
| ---- | ------------------ | -------------------------------------- | ---------- | --------- | ------ | -------- | -------- |
| 2020 | 第十屆立法委員選舉 | 全國不分區及僑居國外國民立法委員選舉區 | 臺灣民眾黨 | 1,588,806 | 11.22% |          | 排名第六 |

## 外部連結
- 楊博宇的Facebook專頁